# 정영총
정영총(鄭永寵, 1992년 6월 24일 ~ )은 대한민국의 축구 선수이며 포지션은 공격수이다.

## 축구인 경력

### 선수 경력
2015년 한양대학교를 거쳐 드래프트를 통해 K리그 클래식의 제주 유나이티드에 입단했다. 4월 18일 전북 현대와의 경기에서 프로 데뷔전을 치렀다. 5월 16일 수원 삼성과의 경기에서 같은 팀의 강수일과 부딪힌 후 의식을 잃었으나 오범석과 의료진의 긴급한 대처로 의식을 회복하였다. 데뷔 시즌 총 리그 17경기에 출전하였다. 2016년 6월 6일 FC 서울과의 경기에서 프로 데뷔골을 기록하였다.
2016년 12월 29일, 이찬동과의 현금을 포함한 트레이드로 광주 FC로 이적하였다.
2020 시즌을 앞두고 K4리그의 FC 남동에 사회복무요원 신분으로 입단했다. 하지만 지금은 부상으로 은퇴한 상황이다.

## 수상

### 팀

#### 광주 FC
- K리그2 우승: 2019